# Surbajny
Surbajny (niem. Sorbehnen) – wieś w Polsce położona w województwie warmińsko-mazurskim, w powiecie iławskim, w gminie Zalewo.
W latach 1975–1998 miejscowość administracyjnie należała do województwa olsztyńskiego.
Wieś wzmiankowana w dokumentach z roku 1347, jako wieś pruska na 15 włókach. Pierwotna nazwa Surbaym najprawdopodobniej wywodzi się od imienia Prusa – Surbana. W roku 1782 we wsi odnotowano 14 domów (dymów), natomiast w 1858 w 14 gospodarstwach domowych było 127 mieszkańców. W latach 1937–39 było 367 mieszkańców. W roku 1973 wieś należała do powiatu morąskiego, gmina Zalewo, poczta Janiki Wielkie.